# Denis Miéville
Pour les articles homonymes, voir Miéville.
Denis Miéville est un philosophe et mathématicien suisse né le 15 septembre 1946 et mort le 27 octobre 2018.

## Biographie
Denis Miéville a passé son enfance dans les villes de Colombier (canton de Neuchâtel) et Essert-Pittet (canton de Vaud). Il a fait ses études de mathématiques et de logique à l'université de Neuchâtel et à la Bowling Green University (Ohio, États-Unis). Sa thèse de doctorat, soutenue en 1984 à l’université de Neuchâtel, a souligné l’intérêt qu’il porte au développement d’une logique naturelle et à sa formalisation. Ce parcours particulier l'a conduit à étudier une théorie des classes collectives et les fondements d’une logique des propositions et des prédicats maximale. Cette réflexion constitue le thème de sa thèse, Un développement des systèmes logiques de Stanislaw Leśniewski : protothétique, ontologie et méréologie.
Denis Miéville a été nommé professeur ordinaire à l’université de Neuchâtel en 1987. Il y enseigne la logique, en plus de diriger le Centre de recherches sémiologiques fondé par le logicien Jean-Blaise Grize, son directeur de thèse. Recteur de l'université de Neuchâtel de 1999 à 2003, le professeur Miéville a enseigné dans diverses universités. Parmi les principales, on trouve l'université de Genève, l'université de Rennes en France et l'université Iasi en Roumanie. Cette dernière lui a décerné, en 2003, le statut de docteur honoris causa. En 2001 il a reçu le certificat d’honneur de la francophonie.

## Domaines de recherche
Le professeur Denis Miéville est un expert des logiques de Leśniewski. 
Parmi plusieurs intérêts en rapport aux relations entre langage et logique, Denis Miéville s'intéresse à comprendre toujours davantage la manière avec laquelle la pensée en discours crée du sens et l’inscrit dans des réseaux de raisonnement. Ce focus spécifique explique pourquoi il a étudié les procédures discursives propres à l'élaboration de nouvelles connaissances, telles les procédures par analogie ou celles structurant les définitions créatives. En plus, d'un point de vue épistémologique, il s'intéresse à l’aspect gnoséologique du connaître, à la façon dont un concept peut se développer progressivement jusqu'au point où il se cristallise comme une entité stable dans un contexte situé précis.

## Publications

### Ouvrages
- Introduction à l'œuvre de S. Leśniewski. VI: La métalangue d'une syntaxe inscriptionnelle, Neuchâtel, Travaux de logique, 2009
- Introduction à l'œuvre de S. Leśniewski. II. L'Ontologie. Neuchâtel, Travaux de logique, 2004
- Introduction à l'œuvre de S. Leśniewski. I. La Protothétique. Neuchâtel, Travaux de logique, 2001
- Pensée logico-mathématique. Nouveaux objets interdisciplinaires. Paris: P.U.F., 1993 (en collaboration avec O. Houdé).
- Logique naturelle. Berne, Lang, 1992 (en collaboration avec  J. Kohler-Chesny, M. Ebel, J.-B. Grize et M.-J. Borel)

### Éditeur scientifique
- Stanislaw Leśniewski aujourd’hui (éditeur, avec Denis Vernant), Grenoble/Neuchâtel, Groupe de Recherches sur la philosophie et le langage/ Centre de Recherches Sémiologiques 1995.